# Josef Pachta
Josef Pachta (22. července 1846 Krasíkovice – 2. ledna 1917 Praha) byl teolog, ceremoniář kardinála Schwarzenberga a arcibiskupa Schönborna, profesor dogmatiky na pražské univerzitě.

## Život a dílo
Maturoval na gymnáziu v Pelhřimově, pak studoval bohosloví v Praze. Vysvěcen byl v roce 1871. Nejprve působil jako administrátor v Louňovicích u Vlašimi, pak v Radošovicích. V roce 1873 se stal ceremoniářem kardinála Bedřicha Schwarzenberga; doprovázel ho v roce 1878 i na konkláve, na němž byl zvolen papežem Lev XIII. Od roku 1883 působil na teologické fakultě pražské univerzity, nejprve jako adjunkt.
V roce 1889 se stal ceremoniářem u arcibiskupa Františka Schönborna. V roce 1891 byl na teologické fakultě jmenován mimořádným profesorem dogmatiky, po složení rigorózních zkoušek v roce 1892 se stal řádným profesorem. V roce 1893 byl také jmenován papežským komořím.
Na univerzitě přednášel až do roku 1916. Ve své době patřil mezi přední znalce katolické dogmatiky, kterou obohacoval i svými znalostmi filosofie, matematiky a jiných přírodních věd. Byl také znalcem církevního zpěvu, jemuž i nějakou dobu vyučoval. Působil v Jednotě cyrilské a v jejím časopisu Cyril publikoval v letech 1876–1893 řadu článků.